# Pygommatius digittatus
Pygommatius digittatus là một loài ruồi trong họ Asilidae. Pygommatius digittatus được Oldroyd miêu tả năm 1970.